# Szotáczky Mihály
| Szotáczky Mihály                          | Szotáczky Mihály                                                                               |
| Kattints az alábbi külső linkek egyikére! | Kattints az alábbi külső linkek egyikére!                                                      |
| ----------------------------------------- | ---------------------------------------------------------------------------------------------- |
| Nem található szabad kép.(?)              |                                                                                                |
| külső link · jogvédett                    | Beszélgetés Szotáczky Mihály fiatal jogászprofesszorral. Dunántúli Napló. 1967. szeptember 21. |

| Szotáczky Mihály                          | Szotáczky Mihály                                                                                            |
| Kattints az alábbi külső linkek egyikére! | Kattints az alábbi külső linkek egyikére!                                                                   |
| ----------------------------------------- | --- |
| Nem található szabad kép.(?)              | |
| külső link · jogvédett                    | Új vezetők a Tudományegyetemen. Rektorhelyettes Dr. Szotáczky Mihály. Dunántúli Napló. 1984. szeptember 22. |

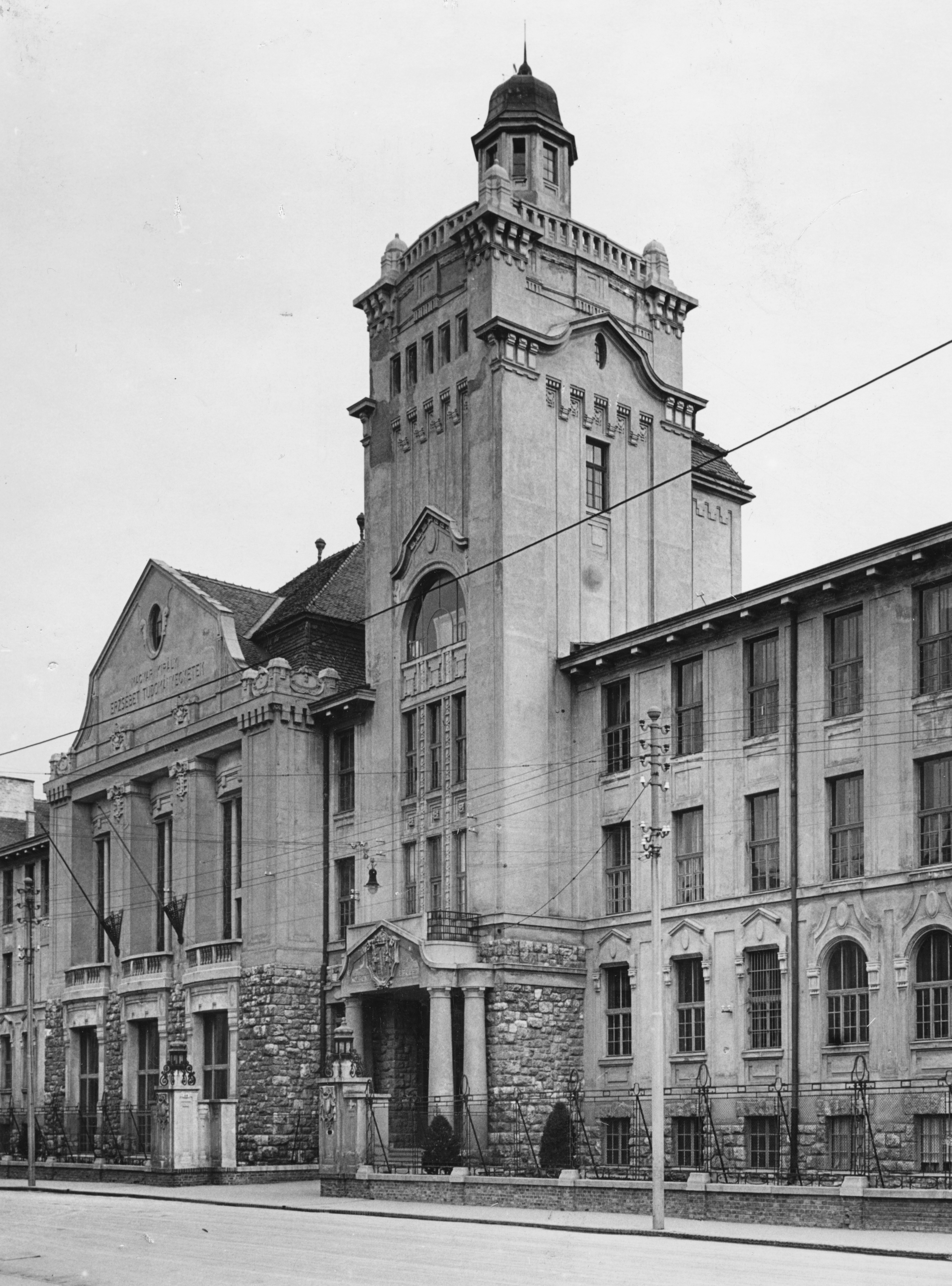
1953–1996 között a Pécsi Tudományegyetemen tanított.

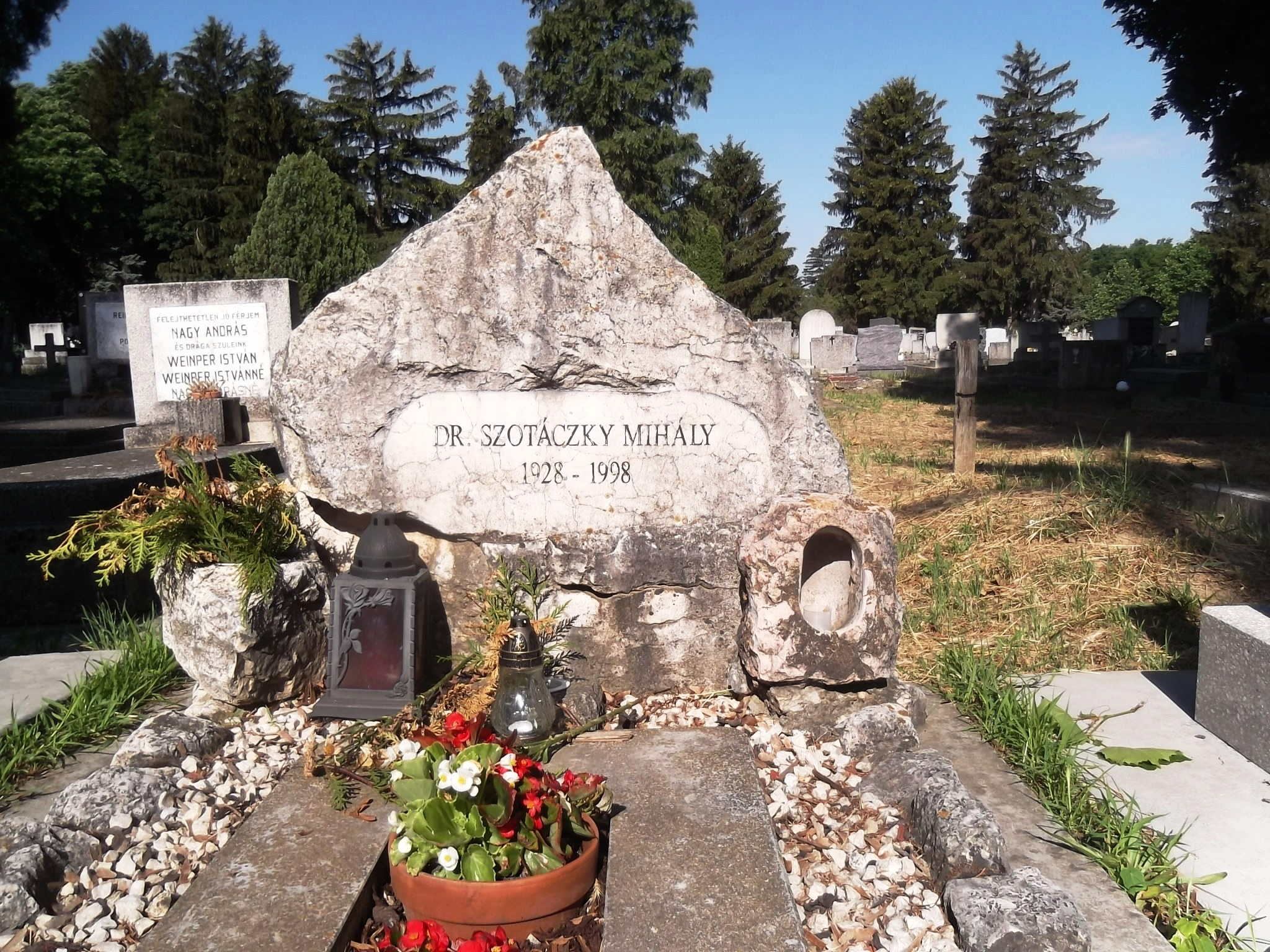
Sírja a Pécsi Köztemetőben. Parcella D, sor XXV. sírhely 39.

Szotáczky Mihály (Gönc, 1928. december 12. – Pécs, 1998. augusztus 9.) jogász, egyetemi tanár.

## Szakmai életútja
Szülei Szotáczki József gazdálkodó, akinek öt testvére volt és Schneider Erzsébet. Középiskolai tanulmányait Kassán és Sátoraljaújhelyen végezte. 1949-ben kezdte meg tanulmányait a Pécsi Tudományegyetem Állam- és Jogtudományi Karán. 1953-ban szerzett kitüntetéses diplomát. 1953–1981 között az Állam- és Jogelméleti Tanszéken, majd 1981–1991 között az Államtudományi Tanszéken, végül 1991–1996 között a Jog- és Állambölcseleti Tanszéken dolgozott. A kandidátusi fokozatot 1967-ben szerezte meg. 1963–1996 tanszékvezető, 1968–1974, majd 1987–1990 között dékán volt. 1984–1987 rektorhelyettes. 1974-ben megkapta a Munka Érdemrend arany fokozatát. A Bécsi Egyetem ezüst kitüntető jelvényét 1978-ban kapta meg. 2006-ban posztumusz a Pécsi Tudományegyetem ÁJK Pro Facultate Érdemérem arany fokozata kitüntetésben részesült.

## Tudományos munkássága
Tudományos tevékenysége a jog- és államelméleti kérdésekkel volt kapcsolatos, mindig törekedett azonban történeti, filozófiai és jogi kulturális elemekkel ötvözni kutatásait. Eredményeit öt monográfiában, tankönyvben és közel ötven tanulmányban tette közzé, továbbá hat kötetet szerkesztett.

## Főbb művei
- Montesquieu nézetei az államról és a jogról. Jogtudományi Közlöny, 1956/3. 150-159.
- A jogi akarat osztálytartalma. Budapest, 1959
- Az egyéni érdek és az osztályérdek viszonya a tárgyi jogban. Budapest, 1962
- Les rapports entre l'intérêt individuel et l'intérêt de classe dans le droit objectif. AJurASH, 1964/1-2. 119-150.
- Állam és jogelmélet. Budapest, 1970. [egyetemi jegyzet; társszerzők: Antalffy Gy., Samu M., Szabó I.]
- A jog lényege. Budapest, 1970
- Az egyetemi demokratizmus és jogi szabályozása (I-II.). Felsőoktatási Szemle, 1973. 519-527., 577-584.
- Változás és stabilitás a jogfejlődésben. In: Ádám A. – Benedek F. – Szita J. (szerk.): Jogtörténeti tanulmányok. Emlékkönyv Csizmadia Andor hetvenedik születésnapjára. [Pécs], 1980. 397-407.